# 通蒂敦 (阿肯色州)
湯蒂敦（英語：Tontitown）是一個位於美國阿肯色州華盛頓縣的城市。

## 地理
湯蒂敦的座標為36°10′45″N 94°14′48″W / 36.17917°N 94.24667°W，而該地的平均海拔高度為393米（即1289英尺）。

## 人口
根據2020年美國人口普查的數據，湯蒂敦的面積為46.74平方千米，當中陸地面積為46.39平方千米，而水域面積為0.35平方千米。當地共有人口4301人，而人口密度為每平方千米92人。